# Orthetrum brunneum
Orthetrum brunneum är en trollsländeart. Orthetrum brunneum ingår i släktet Orthetrum och familjen segeltrollsländor. IUCN kategoriserar arten globalt som livskraftig.

## Underarter
Arten delas in i följande underarter:
- O. b. brunneum
- O. b. cycnos

## Bildgalleri

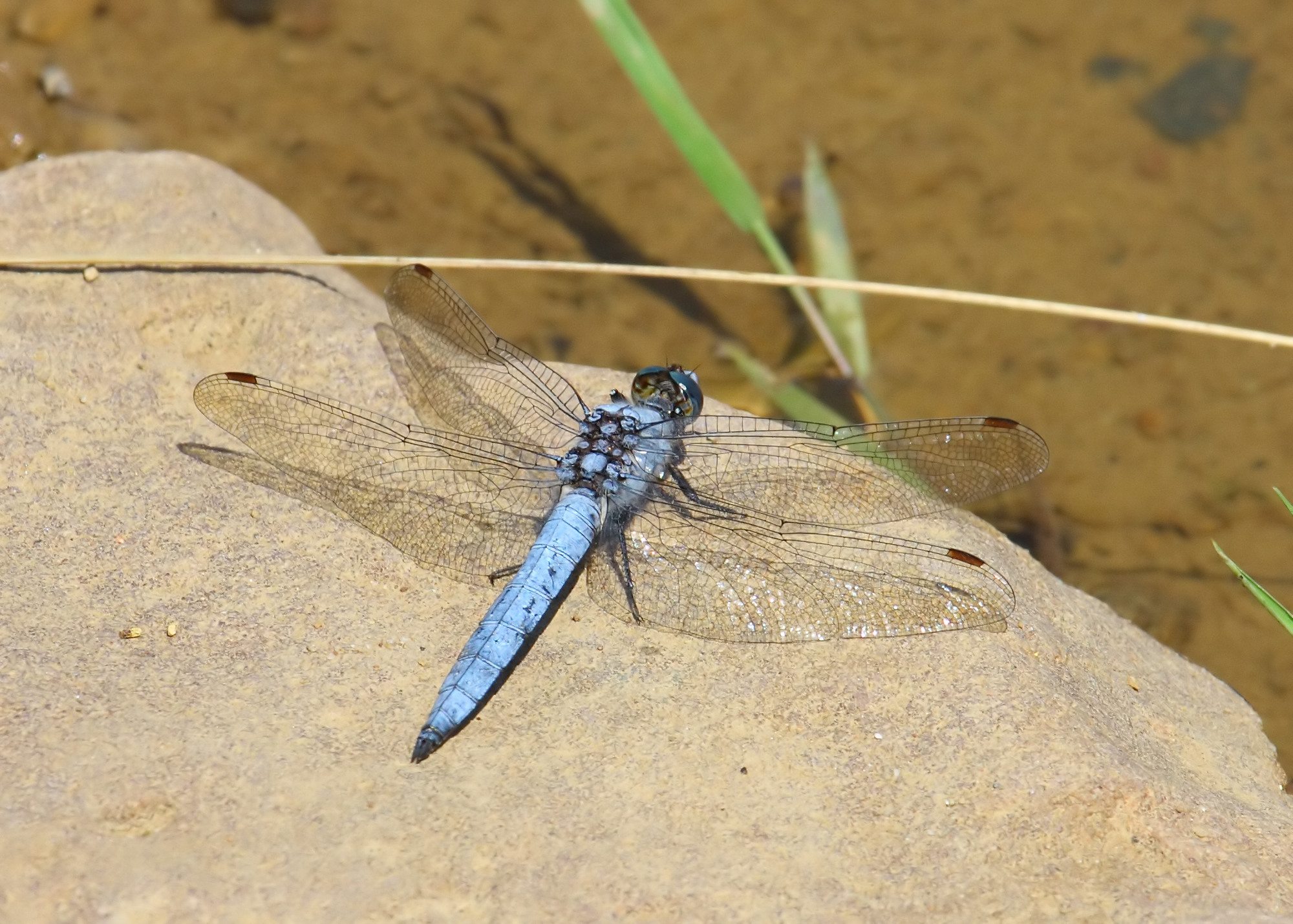
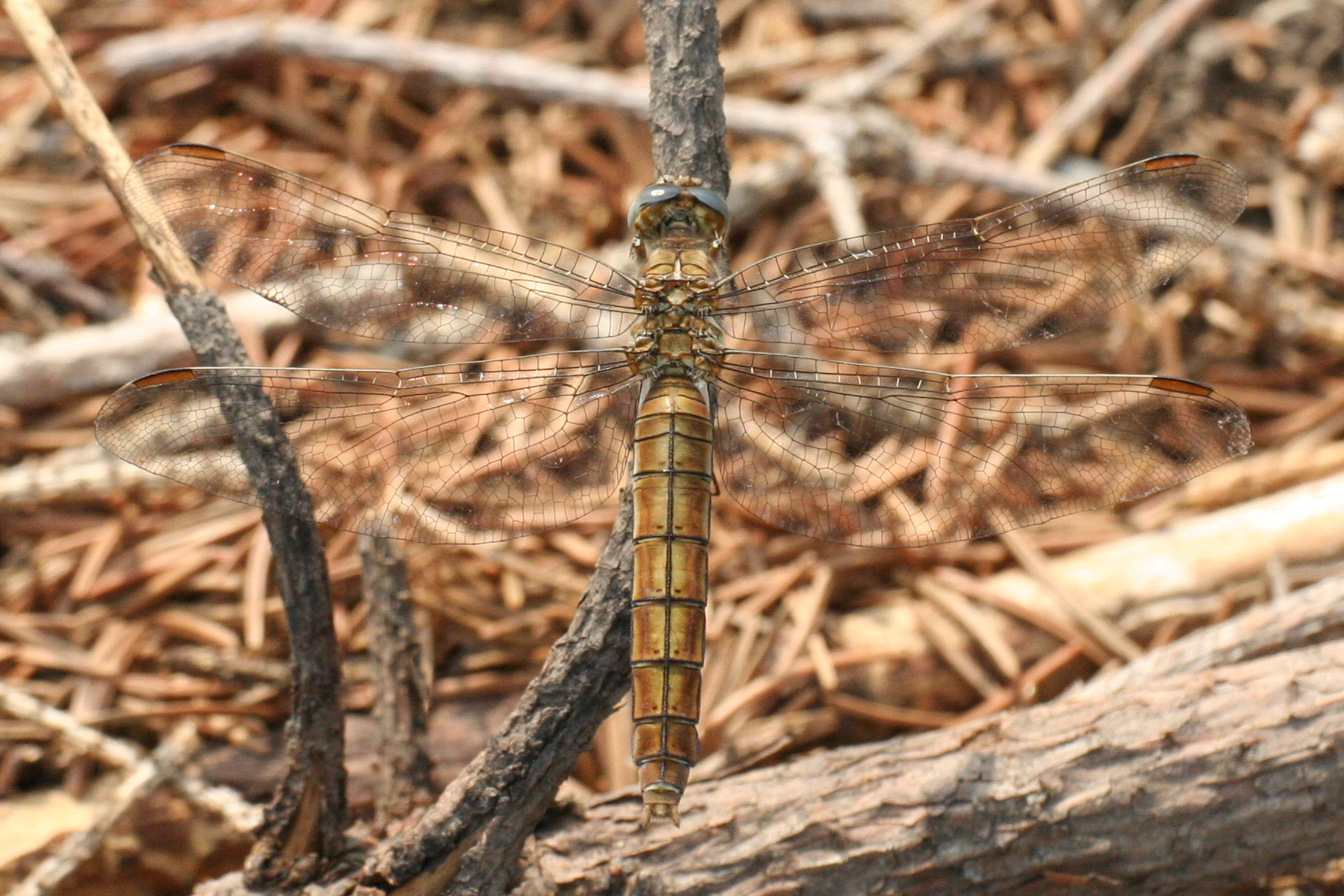
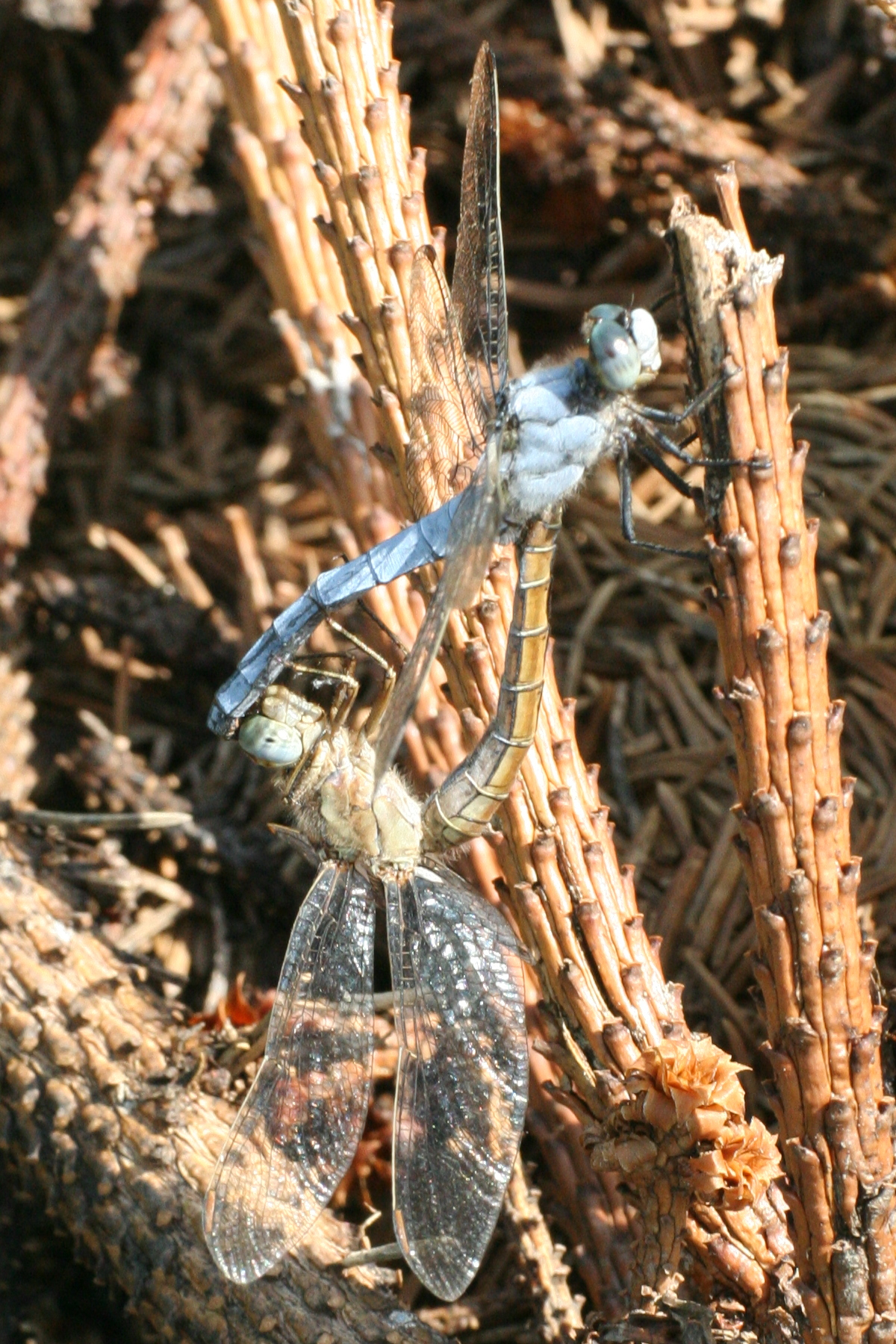
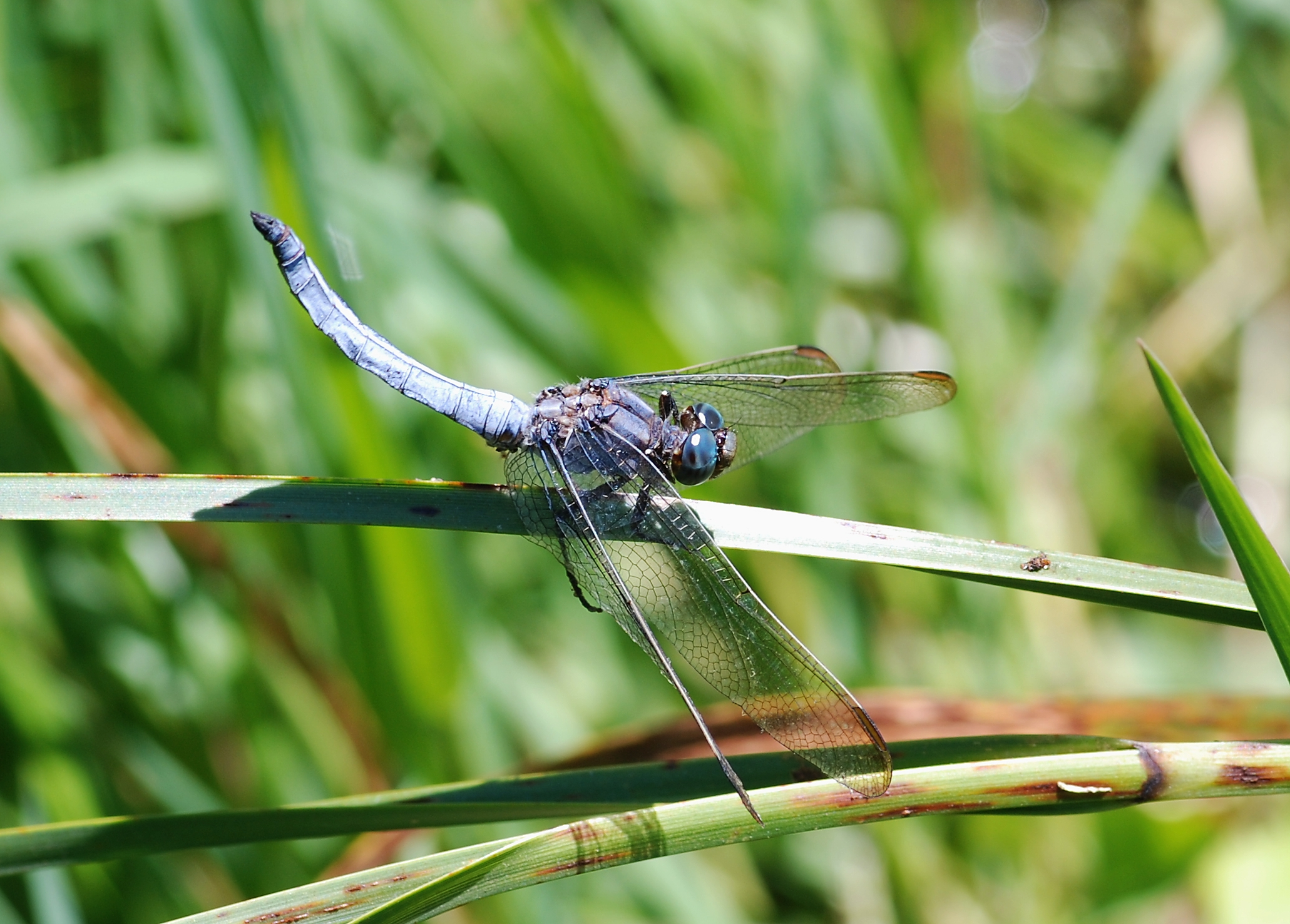
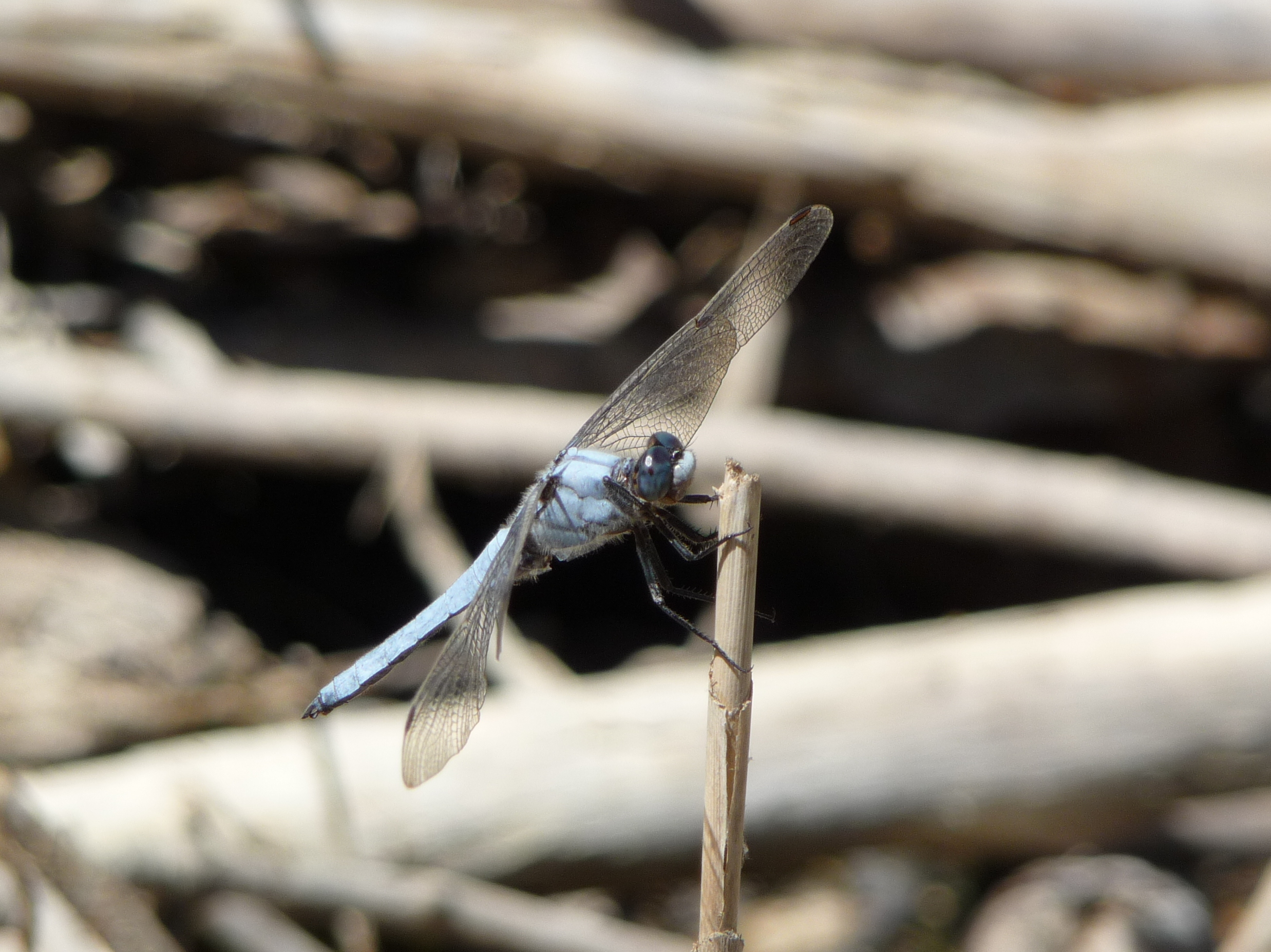
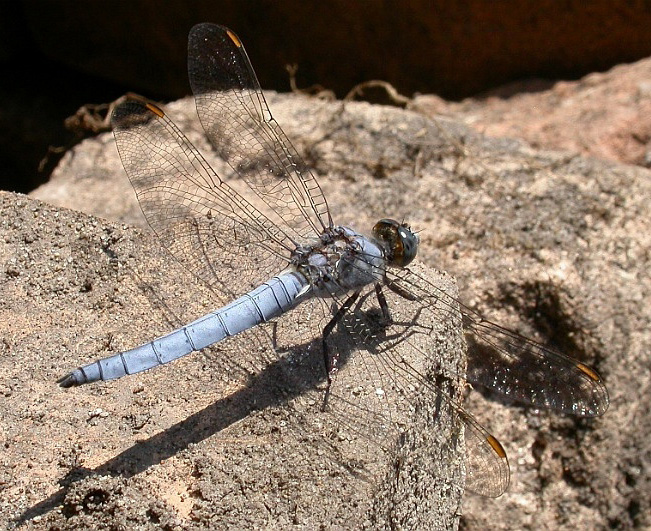